# Tata Steel-toernooi 2018
Het Tata Steel-toernooi van 2018 vond plaats van 12 t/m 28 januari in het Nederlandse Wijk aan Zee. Het Tata Steel-toernooi is een jaarlijks schaaktoernooi, vernoemd naar de hoofdsponsor. Magnus Carlsen en Anish Giri eindigden in 2018 beiden met 9 punten uit 13 partijen. Na twee beslissingspartijen (snelschaak) aan het eind van het toernooi (1,5 - 0,5) werd Carlsen de uiteindelijke winnaar van het toernooi. Op woensdag 17 januari werd er gespeeld op het Mediapark in Hilversum en op woensdag 24 januari in het Academiegebouw van de Groningse universiteit.

## Beslissingspartijen
| Schaker        | Rating | S1 | S2 | Totaal |
| -------------- | ------ | -- | -- | ------ |
| Magnus Carlsen | 2834   | 1  | ½  | 1½     |
| Anish Giri     | 2752   | 0  | ½  | ½      |

## Eindstand masters
| Nr.   | Schaker               | Rating | MC | FC | SM | WS | VK | PS | VA | SK | AG | WY | MM | HY | BA | GJ | Eindresultaat | TPR  |
| ----- | --------------------- | ------ | -- | -- | -- | -- | -- | -- | -- | -- | -- | -- | -- | -- | -- | -- | ------------- | ---- |
| 1     | Magnus Carlsen        | 2834   | *  | ½  | ½  | 1  | ½  | ½  | ½  | ½  | ½  | ½  | 1  | 1  | 1  | 1  | 9             | 2885 |
| 2     | Anish Giri            | 2752   | ½  | ½  | 1  | ½  | 1  | ½  | ½  | ½  | *  | ½  | 1  | 1  | 1  | ½  | 9             | 2891 |
| 3-4   | Vladimir Kramnik      | 2787   | ½  | 1  | ½  | ½  | *  | 1  | 1  | 0  | 0  | 1  | 1  | ½  | 1  | ½  | 8½            | 2857 |
| 3-4   | Shakhriyar Mamedyarov | 2804   | ½  | 1  | *  | ½  | ½  | 1  | ½  | ½  | 0  | 1  | ½  | 1  | 1  | ½  | 8½            | 2856 |
| 5-6   | Viswanathan Anand     | 2767   | ½  | 1  | ½  | ½  | 0  | ½  | *  | ½  | ½  | ½  | 1  | 1  | ½  | 1  | 8             | 2836 |
| 5-6   | Wesley So             | 2792   | 0  | ½  | ½  | *  | ½  | ½  | ½  | ½  | ½  | 1  | ½  | 1  | 1  | 1  | 8             | 2834 |
| 7     | Sergej Karjakin       | 2753   | ½  | 1  | ½  | ½  | 1  | ½  | ½  | *  | ½  | ½  | ½  | ½  | ½  | ½  | 7½            | 2807 |
| 8     | Peter Svidler         | 2768   | ½  | ½  | 0  | ½  | 0  | *  | ½  | ½  | ½  | ½  | ½  | 1  | ½  | ½  | 6             | 2720 |
| 9     | Wei Yi                | 2743   | ½  | ½  | 0  | 0  | 0  | ½  | ½  | ½  | ½  | *  | ½  | ½  | ½  | 1  | 5½            | 2694 |
| 10-12 | Gawain Jones          | 2640   | 0  | ½  | ½  | 0  | ½  | ½  | 0  | ½  | ½  | 0  | ½  | ½  | 1  | *  | 5             | 2672 |
| 10-12 | Fabiano Caruana       | 2811   | ½  | *  | 0  | ½  | 0  | ½  | 0  | 0  | ½  | ½  | ½  | 1  | ½  | ½  | 5             | 2659 |
| 10-12 | Maxim Matlakov        | 2718   | 0  | ½  | ½  | ½  | 0  | ½  | 0  | ½  | 0  | ½  | *  | 1  | ½  | ½  | 5             | 2666 |
| 13    | Baskaran Adhiban      | 2655   | 0  | ½  | 0  | 0  | 0  | ½  | ½  | ½  | 0  | ½  | ½  | ½  | *  | 0  | 3½            | 2583 |
| 14    | Hou Yifan             | 2680   | 0  | 0  | 0  | 0  | ½  | 0  | 0  | ½  | 0  | ½  | 0  | *  | ½  | ½  | 2½            | 2505 |